# فايز السراج
فايز مصطفى السراج (20 فبراير عام 1960، طرابلس)، هو سياسي ليبي ورئيس المجلس الرئاسي الليبي ورئيس الوزراء السابق في حكومة الوفاق الوطني، والتي تشكلت في 17 ديسمبر عام 2015 بناءً على الاتفاق السياسي الليبي. كورغلي الأصل كان أيضًا عضوًا في برلمان طرابلس.

## السيرة الذاتية
حصل على بكالوريوس في العمارة والتخطيط العمراني سنة 1982 من جامعة الفاتح (الآن جامعة طرابلس)، وماجستير في إدارة الأعمال سنة 1999. وهو عضو حزب التحالف القومي الوطني طرابلس وعضو الهيئة التحضيرية للحوار الوطني.
في بداية حياته المهنية عمل كمهندس في إدارة المشروعات بصندوق الضمان الاجتماعي، وعمل كمستشار هندسي فكانت له مشاركات بالعديد من اللجان المتخصصة لدراسة وتصميم المشروعات. كما اتجه إلى العمل الخاص فكان عضواً مؤسس لمكتب تريبوليس للاستشارات الهندسية.
فائز السراج هو ابن مصطفى السراج، أحد رفقاء السياسي بشير السعداوي في حزب المؤتمر، ووزير الاقتصاد، والتعليم في العهد الملكي.

### الرئاسة
اقترح مبعوث الأمم المتحدة إلى ليبيا، في أوائل أكتوبر عام 2015 إنشاء حكومة وحدة وطنية من أجل ليبيا بقيادة رئيس المجلس الرئاسي فايز السراج، كرئيس للوزراء، وثلاثة نواب من المناطق الشرقية والغربية والجنوبية للبلاد، ووزيران. رُفِضت حكومة الوحدة الوطنية هذه من قبل الهيئة التشريعية المعترف بها دوليًا في طبرق والحكومة المنافسة في طرابلس.
وصل فايز السراج وستة أعضاء من مجلس الرئاسة ومجلس الوزراء المقترح إلى طرابلس في 30 مارس عام 2016. أُبلِغ في اليوم التالي[مبالغة في الأهمية؟] عن سيطرة حكومة الوفاق الوطني على مكاتب رئاسة الوزراء، وعن إفصاح المؤتمر الوطني العام عن هروب رئيس الوزراء خليفة الغويل إلى مصراتة.[هل المصدر موثوق به؟]
استولت القوات الموالية للمؤتمر الوطني العام على مبنى المجلس الأعلى للدولة في 14 أكتوبر عام 2016، وأعلنت عودة حكومة الغويل، ووقع بعدها قتال بين الموالين للسراج وقوات الغويل.

## حكومة الوفاق الوطني
استلم السراج رئاسة وزراء حكومة الوفاق الوطني منذ تنصيبه في ديسمبر عام 2015 كجزء من اتفاق سياسي بقيادة الأمم المتحدة. نجا السراج من محاولتي اغتيال منفصلتين، وذلك قبل وصوله إلى طرابلس في مارس عام 2016.
كافحت حكومة الوفاق الوطني على مدى العامين الماضيين من أجل الحصول على موطئ قدم لها كمؤسسة شرعية للسلطة داخل البلاد، وذلك مع بقاء ليبيا في حالة انقسام. رفض مجلس النواب مجموعة الوزراء الأولية المقترحة للحكومة، فدفع ذلك السراج إلى تشكيل حكومة حصلت على تصويت بسحب الثقة من مجلس النواب. اشتد القتال بين الميليشيات المتنافسة فقط، وواجه المواطنون الليبيون صعوبات اقتصادية، بما في ذلك التضخم والفساد والتهريب، والتي «حطت من الاحتياطي النقدي للبلاد».
أعرب ممثلو الأمم المتحدة، الذين شكلوا حكومة الوحدة في البداية، منذ ذلك الحين عن قلقهم بشأن قدرتها على إحراز تقدم. لاحظ مجلس الأمن في ديسمبر عام 2016 «السلطة المحدودة» لحكومة الوفاق الوطني، وذكر أن «الاتفاق السياسي الليبي لم يلب التوقعات، فأدى ذلك إلى توقف تنفيذه».
حذر ملخص لاجتماع مجلس الأمن التابع للأمم المتحدة بعد أشهر من ذلك البيان في أبريل عام 2017 من «احتمالية عودة ليبيا إلى الصراع»؛ وقال إن الحكومة تكافح من أجل «تقديم الخدمات الأساسية أثناء سعيها لمحاربة الإرهاب، والهجرة غير الشرعية وتهريب النفط».
ظهرت تقارير خلال عام 2017 حول إجماع على إعادة هيكلة حكومة الوفاق الوطني والاتفاق السياسي الليبي الشامل، وذلك في محاولة لرفع مستوى فعالية الحكومة. رفضت ليبيا خطة الاتحاد الأوروبي الهادفة إلى وقف الهجرة من ليبيا في يوليو عام 2018.
قال رئيس الأمم المتحدة أنطونيو غوتيريش، في مقر الأمم المتحدة في 10 أبريل عام 2019، إنه ما يزال يأمل في تجنب «معركة دامية من أجل طرابلس». بدأت القوات الموالية لقائد الجيش الوطني الليبي خليفة حفتر قبل يومين من ذلك بالتحرك باتجاه العاصمة.